# 901 до н. е.

## Події
- По одній із версій [1] початок правління Надава, царя Ізраїльського царства.

### Астрономічні явища
- 13 травня. Кільцеподібне сонячне затемнення.[2]
- 5 листопада. Повне сонячне затемнення.[2]